# Helena (Euripides)
Helena (Oudgrieks: Ἑλένη) is een tragedie van de Griekse tragediedichter Euripides. Het stuk werd opgevoerd in 412 v.Chr.

## Inhoud

### Dramatis personae
- Helena
- Teukros, Griekse krijger, (half)broer van Aias
- Griekse slavinnen, koor
- Menelaos, koning van Sparta, echtgenoot van Helena
- Oude vrouw, slavin van Theoklymenos
- Bode, dienaar van Menelaos
- Theonoë, Egyptische prinses, zus van Theoklymenos
- Theoklymenos, Koning van Egypte
- Bode, dienaar van Theoklymenos
- Dienaar van Theonoë
- Kastor, een van de Dioskouroi

Zonder tekst:
- Polydeukes, broer van Kastor

### Bespreking
Bij Homeros wordt de om haar schoonheid vermaarde Helena, dochter van Zeus en Leda en echtgenoot van de Spartaanse koning Menelaos, als gevolg van het parisoordeel door de Trojaanse prins Paris (al dan niet vrijwillig) ontvoerd. Op grond van de eed die Leda's echtgenoot Tyndareos alle vorsten die naar Helena's hand dongen had laten afleggen wordt een leger gemobiliseerd dat onder leiding komt van de Atriden en tot doel heeft Helena uit Troje terug te halen. Na een geduchte strijd van 10 jaar valt de stad en wordt Helena door Menelaos teruggevoerd naar Sparta.
Euripides volgt in zijn Helena echter een andere traditie. Omwille van de goddelijke status die Helena in sommige streken genoot (zij had in Sparta zelfs een eigen heiligdom) ontstond steeds meer de behoefte Helena aan de negatieve sfeer van overspel en verraad waarin zij was gehuld te onttrekken. In een fragmentarisch gedicht van Stesichoros en uitgebreider bij Herodotos wordt verhaald hoe Hera, jaloers wegens de voor haar ongunstige uitkomst van het parisoordeel, een schijngedaante van Helena creëert om de plannen van Aphrodite te dwarsbomen. De echte Helena wordt door Hermes ontvoerd en bij de vriendelijke koning Proteus van Egypte ondergebracht. Paris schaakt dus in feite niets meer dan een schim en de zware strijd om Troje, die vele levens had geëist, zou voor niets zijn geweest. Deze versie van een 'deugdelijke Helena' vormde de voedingsbodem voor Euripides' tragedie, die een aantal kunstige uitwerkingen van het materiaal bevat.
Euripides start het verhaal op het moment dat Helena aan het hof van de Egyptische koning Theoklymenos verblijft. Diens vader, de eerdergenoemde Proteus, is inmiddels gestorven. De laaghartige Theoklymenos wil Helena trouwen en beveelt (in de verwachting dat Menelaos eens zijn vrouw zal komen opeisen) dat iedere Griek die zijn koninkrijk binnenkomt ter dood moet worden gebracht. Menelaos en de schijn-Helena zijn op de terugweg van Troje als zij schipbreuk lijden en bij toeval aan de Egyptische kust stranden. De schijn-Helena en de overgebleven bemanning verbergen zich in een grot terwijl Menelaos zich naar het paleis begeeft om hulp te zoeken. Een slavin waarschuwt hem voor de koning (op dat moment op jacht) en diens bevel om alle Grieken te executeren. Via haar verneemt Menelaos het bestaan van een dubbelganger van zijn vrouw. Dit schept de nodige verwarring. Wanneer Menelaos en Helena elkaar weerzien in het paleis, en een bode komt melden dat (de schijn-)Helena plotseling ten hemel is gestegen, is het Menelaos duidelijk geworden dat vóór hem de echte Helena staat en dat hij en zijn vrouw het slachtoffer zijn van het wrede spel der goden. Na een emotionele hereniging (Menelaos is erg gelukkig als hij beseft dat zijn vrouw niet door Paris of wie dan ook is onteerd) bedenkt het tweetal met behulp van Theonoë, de waarzeggende zuster van Theoklymenos, een ingenieus plan om aan de tiran te ontsnappen en huiswaarts te kunnen keren. Menelaos doet zich voor als een dienaar van zichzelf (de koning kent Menelaos namelijk enkel van naam) die, zogenaamd als enige overlevende van een schipbreuk, komt melden dat zijn meester verdronken is. Helena heeft haar hoofdhaar afgesneden en zich gehuld in een zwart gewaad als teken van rouw, en belooft Theoklymenos te trouwen op voorwaarde dat zij haar overleden echtgenoot met een gepaste begrafenis mag eren. De koning, onbekend met de Griekse begrafenisrituelen, staat haar toe een schip te nemen en conform "Grieks gebruik" offers op open zee te brengen. De "dienaar" Menelaos krijgt expliciet het bevel over de Egyptische bemanning. Aan de kust worden Menelaos' mannen met een smoes aan boord gelaten die vervolgens de roeiers doden. Vervolgens zetten zij koers naar Laconië. Eén bemanningslid weet echter te ontkomen en doet de koning verslag van de gebeurtenissen. Theoklymenos ontsteekt in razernij en probeert zijn zuster Theonoë, die hem volgens hem verraden heeft, met geweld om het leven te brengen. Dit wordt verijdeld door de tussenkomst van de halfgoddelijke Dioskouren (dei ex machina): Kastor meldt dat de gebeurtenissen zo zijn gewild door de goden, en dat de ellende die Menelaos en Helena hebben moeten doorstaan nu ten einde is. De godvrezende Theoklymenos legt zich hier uiteraard bij neer.

## Nederlandse vertalingen
- 1737 – Helena in Egipte; of de gewaande-ontrouwe getrouw bevonden – G. Kempher
- 1956 – Helena – Rein van der Velde
- 1982 – Helena – L.J. Elferink
- 1996 – Helena – Willy Courteaux en Bart Claes
- 1996 – Helena – Gerard Koolschijn